# موسی غازی
موسی غازی (اردو: موسیٰ غازی؛ ۱۹۲۸ – ۱۲ مهٔ ۲۰۰۳) بازیکن فوتبال اهل پاکستان بود.
وی همچنین در تیم ملی فوتبال پاکستان بازی کرده است.